# Такада Ясунорі
Ясунорі Такада (яп. 高田 保則, нар. 22 лютого 1979, Йокогама) — японський футболіст, що грав на позиції нападника.
Виступав, зокрема, за клуби «Сьонан Бельмаре» та «Зеспа Кусацу», а також молодіжну збірну Японії.

## Клубна кар'єра
У дорослому футболі дебютував 1997 року виступами за команду клубу «Сьонан Бельмаре», в якій провів вісім сезонів, взявши участь у 239 матчах чемпіонату.  Більшість часу, проведеного у складі «Сьонан Бельмаре», був основним гравцем атакувальної ланки команди.
Протягом 2005 роке на умовах оренди захищав кольори команди клубу «Йокогама».
2006 року перейшов до клубу «Зеспа Кусацу», за який відіграв 4 сезони. Граючи у складі «Зеспа Кусацу» також здебільшого виходив на поле в основному складі команди. Завершив професійну кар'єру футболіста виступами за цю команду у 2010 році.

## Виступи за збірну
1999 року залучався до складу молодіжної збірної Японії. У її складі був учасником молодіжного чемпіонату світу 1999 року, на якому японці дійшли до фіналу, в якому програли збірній Іспанії, і посіли друге місце. На молодіжному рівні зіграв у 3 офіційних матчах.